# سليبريشن
سليبريشن (بالإنجليزية: Celebration)‏ هي أغنية لفرقة كول أند ذا غانغ عام 1979 من ألبومهم سيليبريت. سجلت الفنانة الأسترالية كايلي مينوغ تقليدا لها عام 1992 وبلغت المركز 11 في المملكة المتحدة.